# 穆脫魮
穆脫魮（学名：Barbus motebensis）為輻鰭魚綱鯉形目鯉科的其中一個種。被IUCN列為次級保育類動物，分布於非洲南非德蘭士瓦的林波波河流域，體長可達8公分，可做為觀賞魚。

## 扩展阅读
維基物種上的相關：穆脫魮